# 伊斯坦堡地鐵3號線
伊斯坦堡地鐵3號線（土耳其語：M3），正式名稱為M3基拉茲勒－奧林皮亞特－巴薩克謝希爾地鐵線，全長15.9公里，共11個車站，是土耳其伊斯坦堡地鐵的地鐵路線，位於伊斯坦堡的歐洲部分。此線來往基拉茲勒-巴格希勒，前往巴沙克謝希爾-都會肯特或奧林匹亞特。3號線以淺藍色顯示。

## 外部連結
- İstanbul Ulaşım – M3 Kirazli–Basaksehir–Olimpiyatkoy Metro Line (official webpage)

Template:伊斯坦堡地鐵